# Armin Reumann

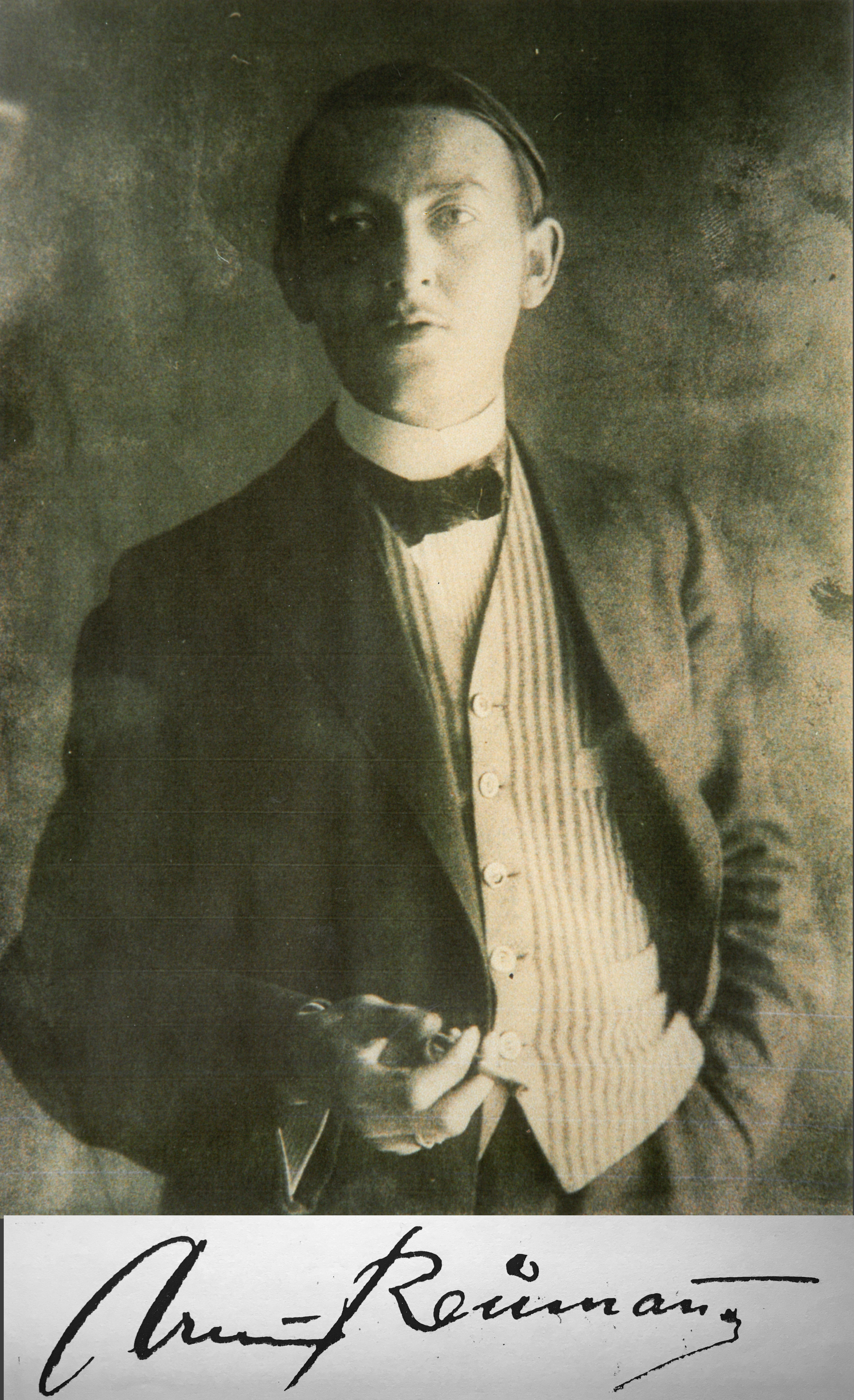
Armin Reumann, 1912

Armin Reumann (* 14. Mai 1889 in Sonneberg; † 29. Oktober 1952 in Jena) war ein deutscher Maler, Grafiker und Bildhauer. Er gilt als einer der bedeutendsten deutschen Nachimpressionisten, dessen zeichnerisches und malerisches Werk sich an den Methoden und Prinzipien der Pleinairmalerei und des deutschen Impressionismus orientierte. Seine Modernität bestand ab 1915 im Stilpluralismus.

## Leben und Wirken

### Kindheit und Jugendjahre
Armin Reumann wurde am 14. Mai 1889 in Sonneberg im Herzogtum Sachsen-Meiningen geboren. Er war das älteste von drei Kindern des Spielwarenfabrikanten Hermann Reumann und dessen Frau Emma, geb. Römhild. Der Vater der Mutter und zwei ihrer Brüder, Otto und Ewald, waren als Modelleure für verschiedene Spielzeug- und Porzellanhersteller gestalterisch tätig. Von 1895 bis 1903 besuchte Armin Reumann die protestantische Volksschule in Sonneberg. Nachdem die malerische Begabung des heranwachsenden Armin schon früh zu Tage getreten und durch seine Eltern gefördert worden war, setzte ein Schlaganfall des Vaters seinen künstlerischen Ambitionen zunächst ein frühes Ende. Nach der Konfirmation zu Ostern 1903 begann Armin Reumann seine Ausbildung bei Reinhard Möller in der zu jener Zeit überregional bekannten „Industrieschule Sonneberg“, die u. a. mit der Schaugruppe "Thüringer Kirmes" auf der Weltausstellung 1910 in Brüssel einen "Grand Prix" gewann. An der Industrieschule blieb er 3 Jahre, um gemäß der Familientradition den kunsthandwerklichen Beruf des Modelleurs zu erlernen. Bei den dort jährlich stattfindenden Konkurrenzen errang Reumann mehrere Preise und der Landesherr Herzog Georg II. von Sachsen-Meiningen wurde offensichtlich durch seinen Sohn Ernst von Sachsen-Meiningen auf das malerisch und zeichnerisch hervorragende Talent des jungen Sonnebergers aufmerksam gemacht. Ein von seiner Hoheit Herzog Georg II. reich bemessenes Stipendium ermöglichte Armin Reumann die Fortsetzung seiner Ausbildung und – dem Rat seiner Lehrer folgend – ein Studium in München aufzunehmen. Im November 1906 verließ Reumann die Industrieschule in Sonneberg als einer ihrer besten Schüler mit einem vortrefflichen Abgangszeugnis, in dem er "seinen ferneren Lehrern und Gönnern" auf das Wärmste empfohlen wurde.

### Studium in München und frühes Schaffen
Im folgenden Jahr übersiedelte Armin Reumann nach München. Nach dreiwöchiger Aufnahmeprüfung im April 1907 wurde Reumann in die Malklasse von Hugo Freiherr von Habermann (Gründungsmitglied der Münchner Secession und seit 1904 deren Präsident) aufgenommen. Es begann eine eifrige Zeit des Studierens, die mit sichtbaren Erfolgen gekrönt war. Binnen kurzer Zeit avancierte Reumann zum Meisterschüler Hugo von Habermanns und bezog ein Meisteratelier an der Kunstakademie. Der umfangreiche Briefwechsel mit seinem Lehrer und Mentor Hugo von Habermann ist erhalten geblieben und dokumentiert die hohe Wertschätzung, die Reumann bei diesem uneingeschränkt genoss. In der Habermann-Klasse bevorzugte Reumann die Portraitmalerei. Von seinen Anleihen an die Malschule Habermanns zeugt ein Frauenbildnis des damals 19-jährigen, dessen künstlerische Ambition sich auf die großen Leistungen berühmter Vorgänger wie Adolph von Menzel, Gustave Courbet oder Eduard Manet beruft und bereits im Vergleich mit deren Portraitmalerei bestehen konnte.

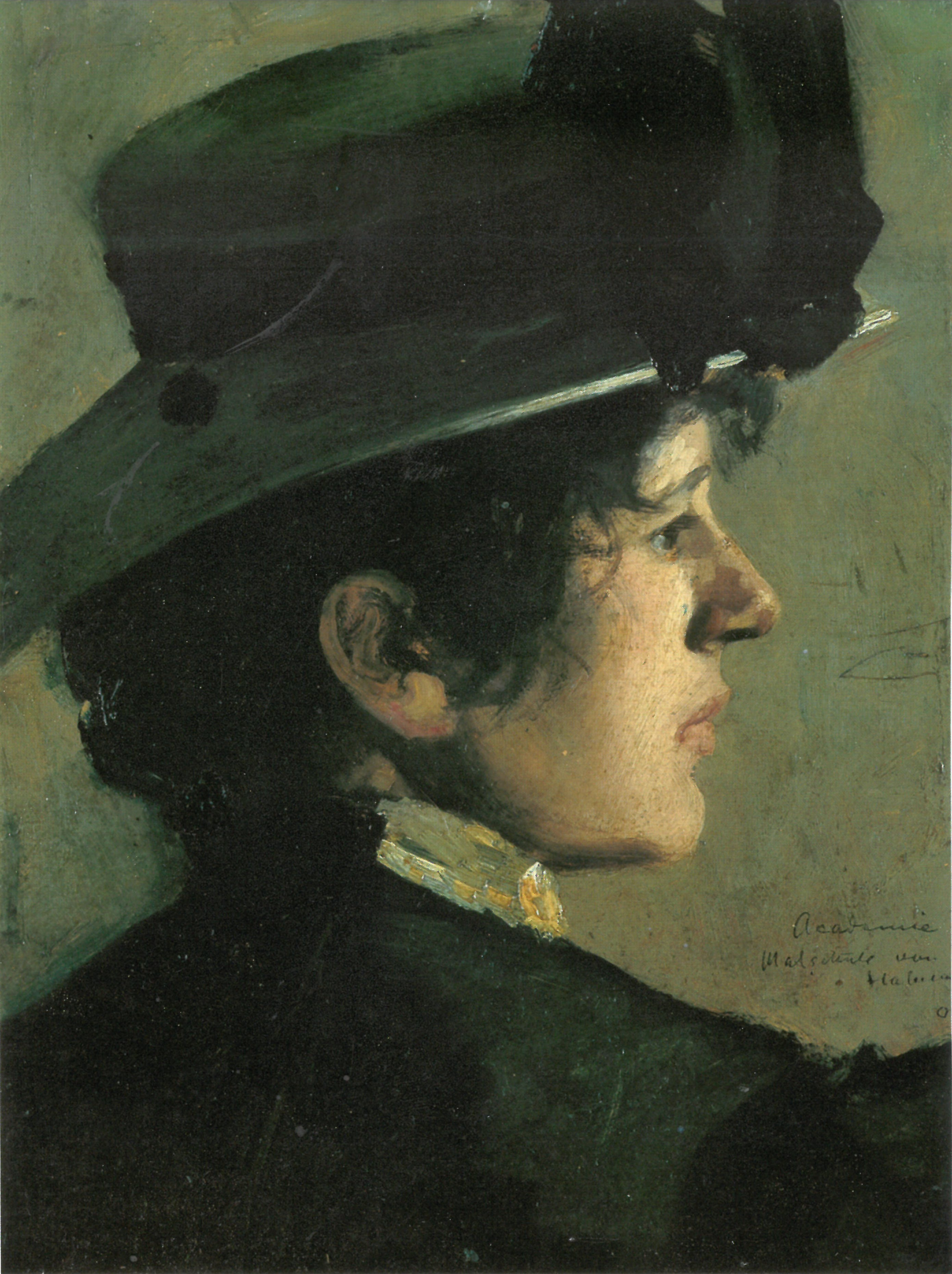
Armin Reumann: Frauenbildnis, 1908.

Seit dem Besuch der X. Internationalen Kunstausstellung im Jahr 1909 galt sein uneingeschränktes Interesse jedoch der ersten Phalanx des deutschen Impressionismus: Max Liebermann (1847–1935), den er verehrte, sowie Lovis Corinth (1858–1925) und Max Slevogt (1868–1932), die ihn herausforderten. Daraufhin löste sich Reumann von seiner fulminanten Auftaktmalerei, um nun, mit dem pastosen Farbauftrag eines Lovis Corinth und einer neuen Orientierung zum Licht, eine ganz eigene freie und selbstständige künstlerische Handschrift zu entwickeln.

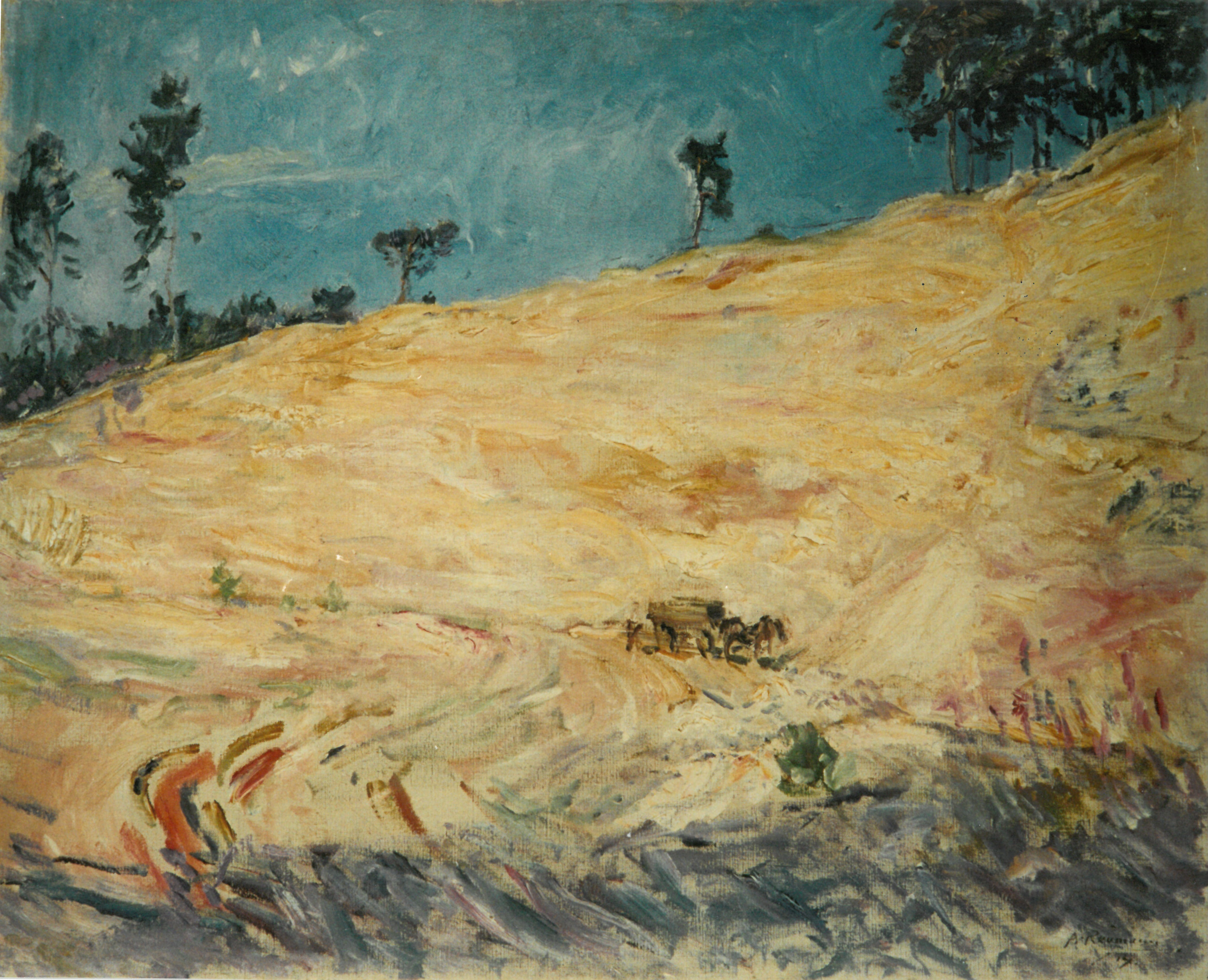
Armin Reumann: Kahler Hang mit Holzfuhrwerk, 1914.

Als Reumanns Stipendium auslief, ergriff er Anfang des Jahres 1910 die Gelegenheit, sich mit einer Ausstellungsbeteiligung im Münchner Kunstverein im etablierten Umfeld zu präsentieren. Angeregt durch den Ausstellungserfolg, stellte er wenige Wochen später innerhalb der Münchner Secession im königlichen Glaspalast sein Gemälde „Tauwetter“ aus, das einen Ausblick auf die Welt der Münchner Hinterhöfe mit dem abtauenden Schnee kurzlebiger Wintertage zeigte. Darüber hinaus folgte im Spätherbst Reumanns erste Einzelausstellung in Brakls Moderner Kunsthandlung – München mit einem Teil seiner im Sommer entstandenen Bilder und Studien.
Ernst von Sachsen-Meiningen besuchte die Ausstellung in München und erwarb ein „Gemüsestillleben auf dunklem Grund“ für seine Kunstsammlung.
Reumann, nunmehr ein bereits geachteter Maler, stellte im Frühjahr 1911 zwei Gemälde in der Münchner Secession aus. Die Leipziger „Illustrierte Zeitung“ hob vor allem das „Soldatenporträt“ hervor, das, in natürlicher Lebendigkeit des Vortrags, den Unteroffizier eines Eisenbahnbataillons zeigte. Ein wichtiger Auftrag des kunstsinnigen Ernst von Sachsen-Meiningen umfasste Porträts von Mitgliedern des Herzoghauses, die zuerst in Meiningen mit großem Interesse besichtigt und anschließend in Gotha im Schloss ausgestellt wurden. Maßgeblich auf das Betreiben des Prinzen erhielt Reumann weitere Aufträge, die der Maler im August und September 1911 für das Schloss Altenstein ausführte. Auf der Frühjahrsausstellung der Münchner Secession im März und April 1912 präsentierte Reumann zwei stimmungstiefe Gemälde mit Motiven aus Münchens Straßen.
Eine weitere, vielbeachtete Ausstellung in „Brakls Moderner Kunsthandlung“ in München hob erneut die Bedeutung des jungen Malers hervor und die bekannten Kunstkritiker Hermann Esswein und Fritz von Ostini sahen in Reumanns rasanter Entwicklung eine erfolgreiche Malerkarriere voraus. Die von Anfang an wohlwollende Kritik tendierte mehr und mehr dahin, in Reumann einen der führenden Avantgardisten Münchens zu erkennen. Zu dieser Zeit wurde auch der renommierte Galerist und Sammler Heinrich Thannhauser auf Armin Reumann aufmerksam. Für den jugendlichen Maler Reumann war dessen „Moderne Galerie“ im Arco-Palais in der Theatinerstraße eine der ersten Adressen; kurz vor der Zusammenarbeit mit Reumann hatte dort die erste Ausstellung der expressionistischen Gruppe „Der Blaue Reiter“ stattgefunden. Als Reumann im Mai 1912 seine erste Einzelausstellung in der Thannhauser-Galerie zeigte, hatte er diesen Wegbereiter – auch der französisch-impressionistischen Avantgarde – für sich gewonnen. Fortan waren Reumanns Gemälde regelmäßig in Thannhausers Arco-Galerie zu sehen, wo er sich die Räume mit Malern wie Max Liebermann oder Auguste Renoir teilte. In dem, von Wilhelm Hausenstein 1916 verfassten, großen Katalogwerk der Galerie Thannhauser in München steht der Name Reumanns neben denen von Beckmann, Munch, Pechstein, Kubin, Klee, Marc, Macke, Kandinsky und Picasso. Eine wichtige Portraitserie im August 1912 betraf den Komponisten Max Reger, der zu dieser Zeit als Hofkapellmeister in Meiningen wirkte.

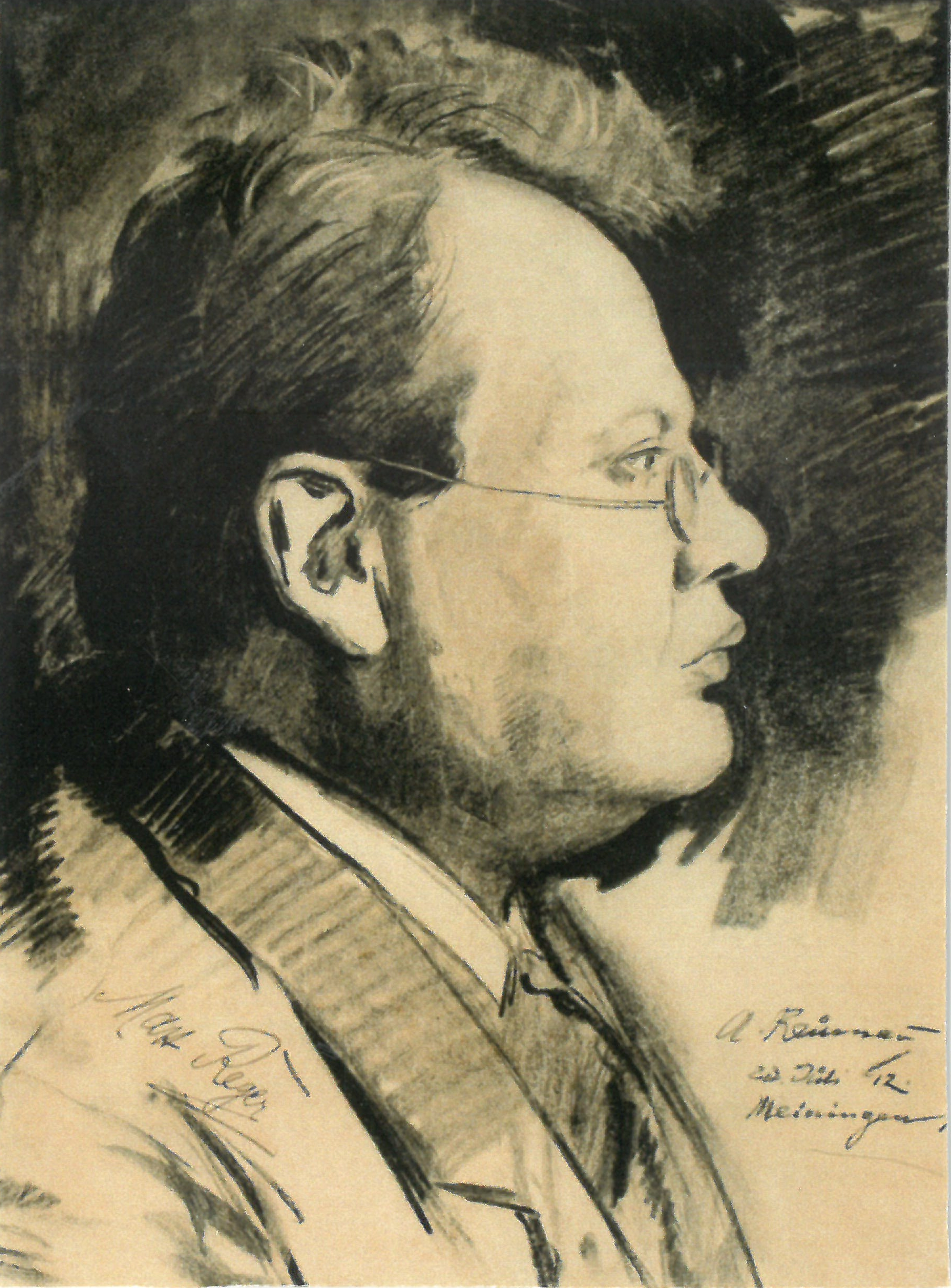
Armin Reumann: Der Komponist Max Reger, 1912.

Herzog Georg II. von Sachsen-Meiningen erwarb die Porträts, darunter mehrere Kohlezeichnungen und Radierungen, die sich heute im Max-Reger-Institut in Karlsruhe und im Max-Reger-Archiv in Meiningen befinden und zu den besten Bildnissen Max Regers zählen.
Der unerwartete Tod des Vaters im August 1912 ließ bei Reumann bittere Zweifel an der Fortführungsmöglichkeit seiner Künstlerlaufbahn aufkommen. Im September und Oktober 1912 richtete der Leipziger Kunstverein die erste Reumann-Ausstellung in Leipzig aus; einen Teil der dort ausgestellten Gemälde schickte Thannhauser aus München. Aus Reumanns Begegnung mit Heinrich Thannhauser entwickelte sich zunehmend eine äußerst fruchtbare Zusammenarbeit, der Anfang des Jahres 1913 eine weitere Einzelausstellung des Sonneberger Malers folgte. Unter den Besuchern waren Max Liebermann und Max Slevogt, die seine Bilder bei einem Rundgang durch die Ausstellung würdigten und Reumann in seinem Vorhaben – vom kulturell stagnierenden München nach Berlin zu wechseln – bestärkten. Max Liebermann riet dem jungen Maler sich dort der Berliner Secession anzuschließen. In den Sommermonaten 1913 reiste Reumann zu einem längeren Studienaufenthalt nach Italien, wo er u. a. Straßenbilder von Tobole, Riva, Simione am Gardasee, sowie Ansichten der italienisch geprägten Stadt Ragusa (heute Dubrovnik) malte und vor allem seine avantgardistische Aquarellmalerei entfaltete.

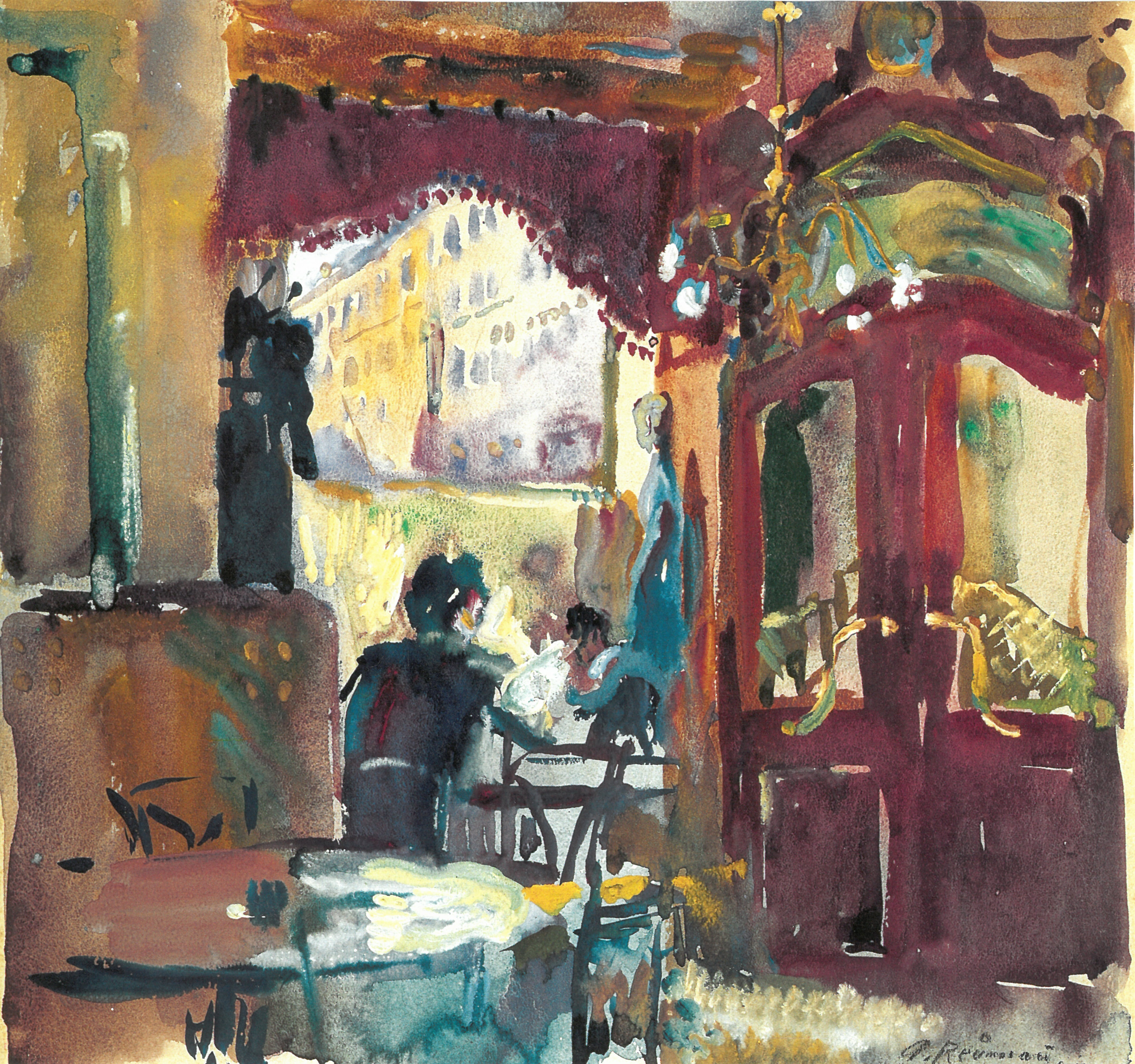
Armin Reumann: Im Café, 1913.

Noch im gleichen Jahr besuchte Armin Reumann an der Akademie als Studierender (Wintersemester 1913/14 und Sommersemester 1914) die Kompositionsklasse von Angelo Jank, der für seine in impressionistischer Manier gemalten Jagdbilder bekannt war. Nachdem sich Reumann als Akademiker einen geachteten Namen in der Münchner Kunstwelt erworben hatte, plante er seinen Umzug nach Berlin, dem damaligen Neuen Zentrum der deutschen Kunst. Aufgrund dessen nahm er Anfang 1914 Kontakt zu Ulrich Hübner auf, der für die Vergabe der Meisterateliers an der Königlichen Akademie der Künste zuständig war.
Der Ausbruch des Ersten Weltkriegs am 28. Juli 1914 machte die Umzugspläne zunichte und das Leben des 25-jährigen Malers sollte sich von nun an grundlegend ändern. Wenige Wochen nach Kriegsausbruch kehrte Armin Reumann von München nach Sonneberg zurück, um in heimischer Umgebung den Einberufungsbefehl zum Kriegsdienst abzuwarten.

### Soldat und Maler ohne Pathos und Propaganda im Ersten Weltkrieg
Im Frühjahr 1915 wurde Reumann eingezogen und nach der Grundausbildung in Hildburghausen an die Front geschickt. Er gehörte dem 2. Thüringischen Infanterie-Regiment an, das im Herzogtum Sachsen-Meiningen ausgehoben wurde. Nach einer Verwundung (Streifschuss) und längerem Lazarettaufenthalt wurde Armin Reumann als „Maler mit Sonderstatus“ auf dem Balkan (Istip, Uesküb) eingesetzt. Dabei entstanden zahlreiche Zeichnungen und Bilder, die das Leben der Soldaten und das Kriegsgeschehen in allen Facetten schilderten. Auffallend ist Reumanns Fähigkeit, seinen Themen in verschiedenen, immer modernen Ausdrucksweisen zu begegnen. Verschiedene Zeitschriften, u. a. auch die „Jugend“, veröffentlichten diese lebendigen, farbigen Blätter.
Im Frühjahr 1916 erreichte Reumann ein mit 15. März datiertes Schreiben von Ulrich Hübner, der ihm die Übernahme eines Meisterateliers an der Königlichen Akademie der Künste zu Berlin anbot. Wegen seiner Kriegsverpflichtungen musste der Künstler das Angebot ausschlagen. Nach 16 Monaten Frontaufenthalt erhielt Reumann seinen ersten Urlaub. Anschließend wurde er zum Divisionsstab der 103. Division in Frankreich abkommandiert, um dort, unter dienstlichem Zwang, für die Offiziere des Stabes eine große Anzahl von Bildern zu malen, die in den Besitz der Herren übergingen und Gegenstand von Finanzgeschäften waren. Verdun, St-Etienne – Champagne – Anvers, Antremencourt, La Chaussée, Reville, Bouillon, Laon, und Bruyéres waren Orte in Frankreich, wo Armin Reumann das „furchtbarste Gemetzel“ des Krieges hautnah erlebte.

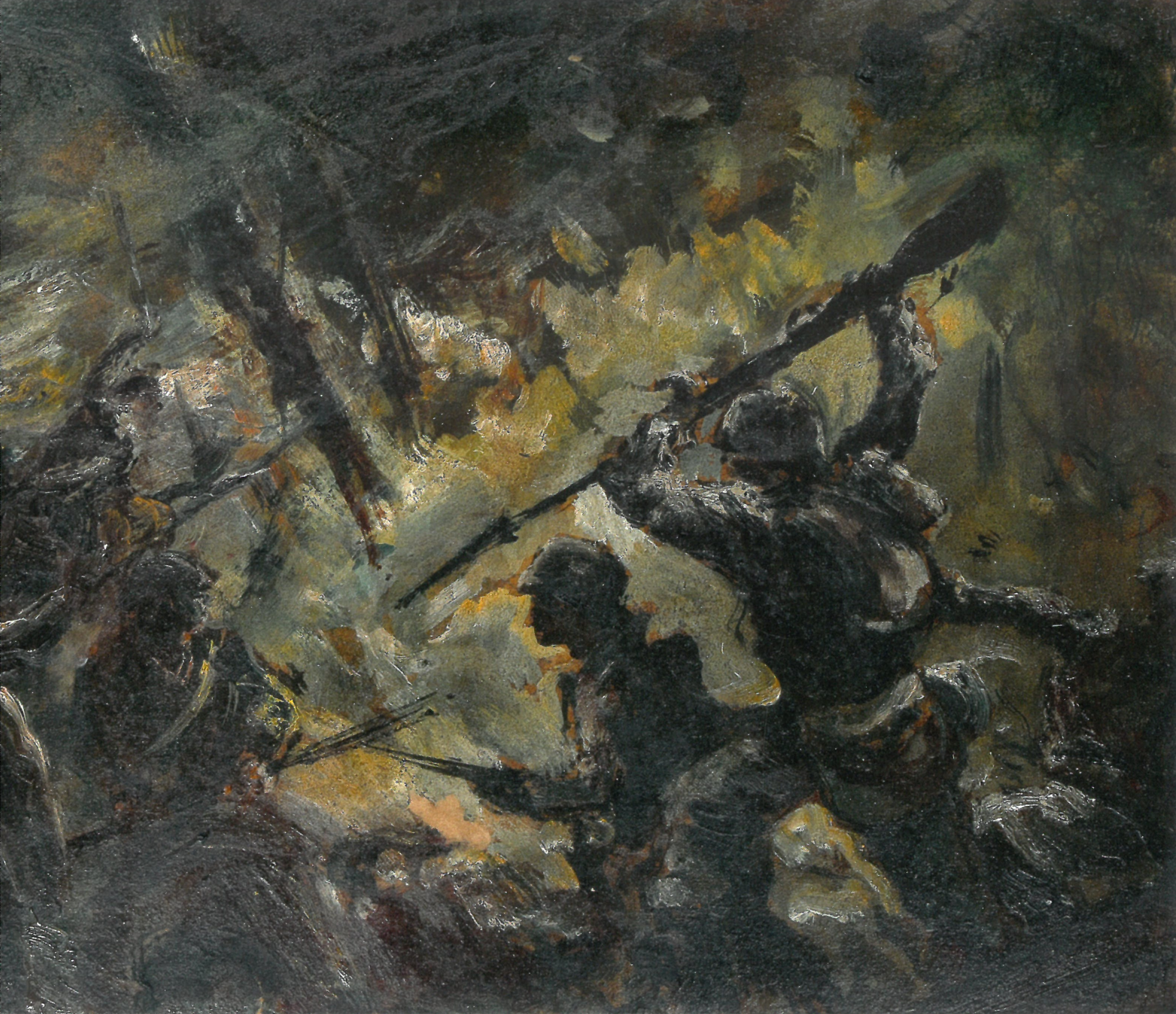
Armin Reumann: Nahkampf bei Nacht, 1917.

Der Künstler arbeitete währenddessen für verschiedene Zeitungen und vor allem die Kriegszeitung der 7. Armee veröffentlichte viele seiner Arbeiten. Im Januar und Februar 1918 wurde Reumann nach Antwerpen kommandiert, um im Musée Royal die „Venus“ von P.P. Rubens zu kopieren und Bilder der Stadt anzufertigen. Erst nach Kriegsende wurde der jetzt 29-jährige Gefreite aus der Armee entlassen und kehrte verstört nach Deutschland zurück.

### Rückkehr nach München und Rückzug ins heimische Umfeld
Armin Reumann lebte nach Kriegsende als freier Künstler zunächst wieder in München; unterstützt von seinem Galeristen Thannhauser, der Gemälde für ihn verkaufte und im November 1919 nunmehr die bereits dritte Einzelausstellung des Malers in seiner „Modernen Galerie“ ausrichtete. Bei einem Exlibris-Wettbewerb in München wurde Reumann der erste Preis, verbunden mit einer Geldprämie von 1000,- Mark, zuerkannt. Wieder war es besonders Hermann Esswein, der Reumann in der Presse als avantgardistischen Maler würdigte. Novemberrevolution und Bayerische Räterepublik – München war eine große Stadt und in jenen Tagen zu einem „wirren Pulverfass“ geworden.

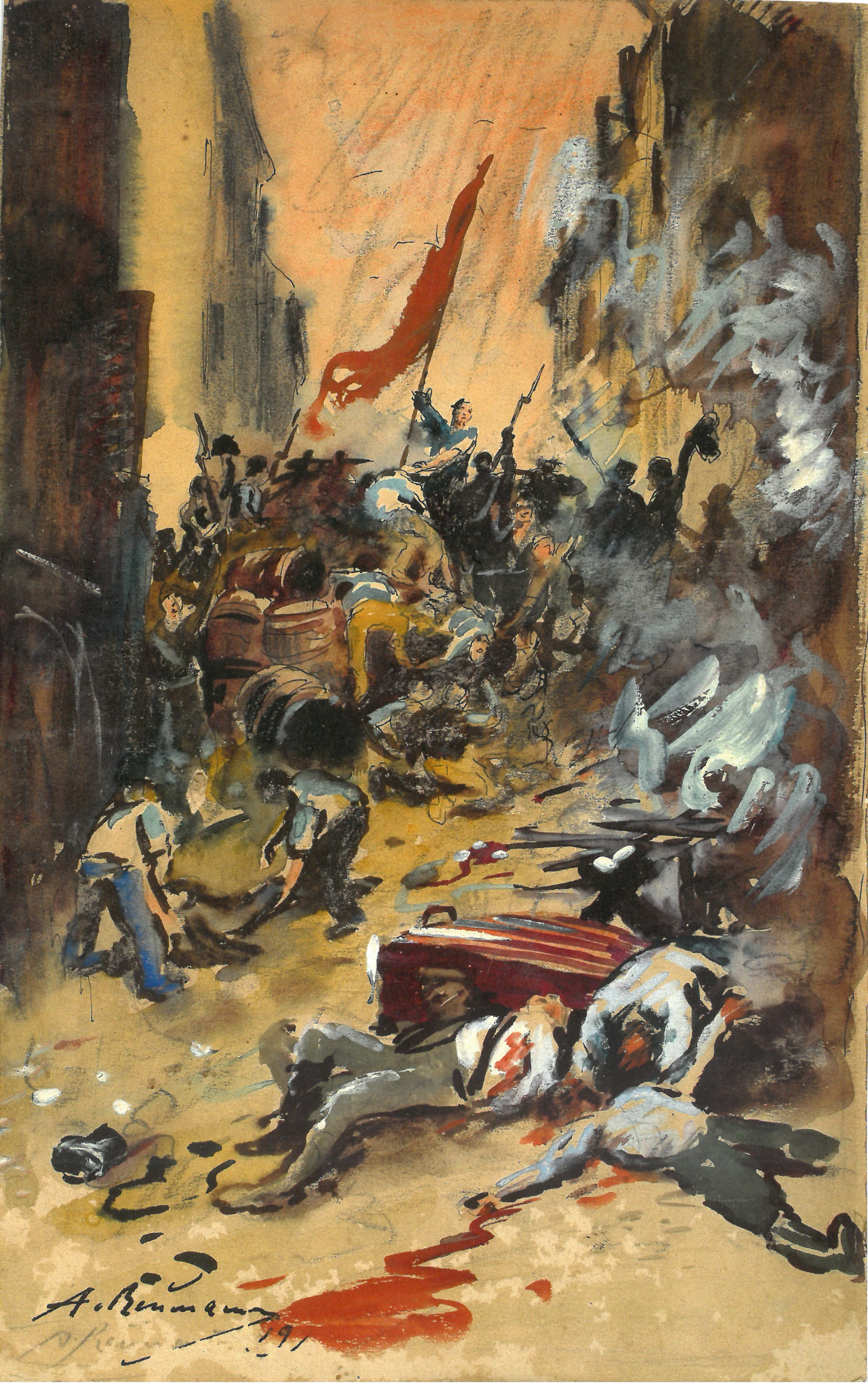
Armin Reumann: Barrikadenkampf in einer Straße, Winter 1918/19.

Die Münchner Secession und zahlreiche Künstlergruppen kämpften um ihre Einflusssphären und Ausstellungszentren. Reumanns Kreise waren dadurch zunehmend zerstritten und er konnte einfach nicht mehr frei und unbeschwert in München künstlerisch tätig sein. Der Maler erinnerte sich in diesem Zusammenhang an ein Schreiben des Münchner Kunstkritikers Hermann Esswein vom 20. Januar 1919, in dem der ihm dringend nahegelegt hatte München zu verlassen, weil es – seinen Worten nach – mit der „freien Kunst in Deutschland“ vorbei sei und Deutschland am „Vorabend eines unübersehbaren, noch nie dagewesenen Bankrotts“ stünde. Der Rat des Kritikers bedeutete Reumann viel und sein Leben sollte sich von nun an wandeln. 1920 traf er die Vorbereitungen für seine endgültige Rückkehr nach Sonneberg, um an dem Ort seiner Kindheit fortan zu leben und arbeiten.

### Die 1920er Jahre in Sonneberg
1920 war zugleich das Jahr von Armin Reumanns Begegnung mit der, am 20. August 1901 in Sonneberg geborenen, Puppenkünstlerin Irmgard Dörr, seiner späteren Frau. Das Paar heiratete im Mai 1922 und im Juli wurde ihr Sohn Roland geboren. In dieser Zeit besuchte Reumann Städte wie Frankfurt am Main oder Rothenburg ob der Tauber, um dort Stadtansichten und Landschaftsbilder zu malen. Währenddessen entstanden aber auch Bilder und Zeichnungen, die den Krieg und die gesellschaftlichen Missstände der Nachkriegszeit anprangerten, darunter ein Plakat zur „Fastnacht 1922“, das in Sonneberg großes Aufsehen erregte und beschlagnahmt wurde.

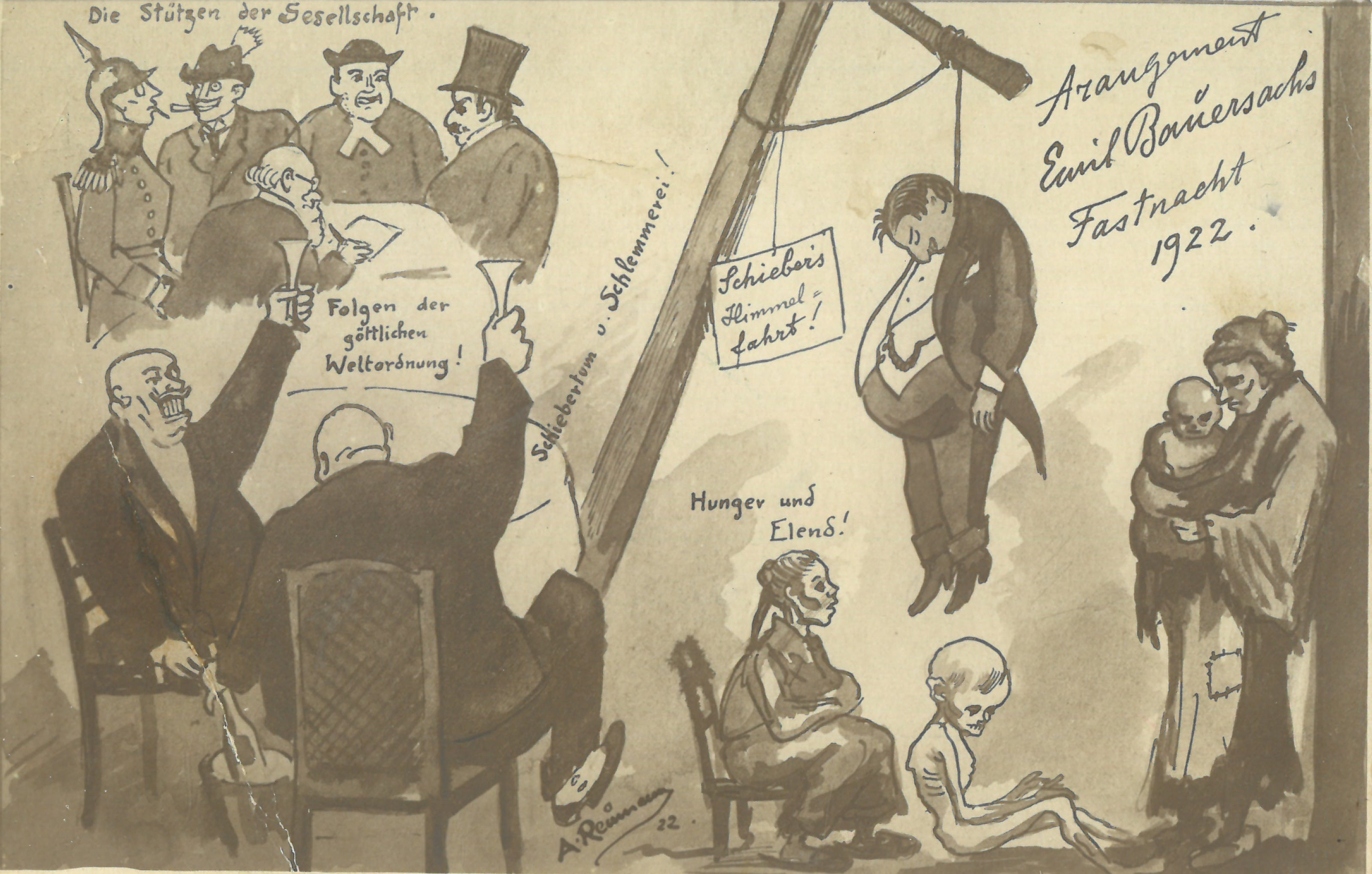
Armin Reumann: Plakat, 1922.

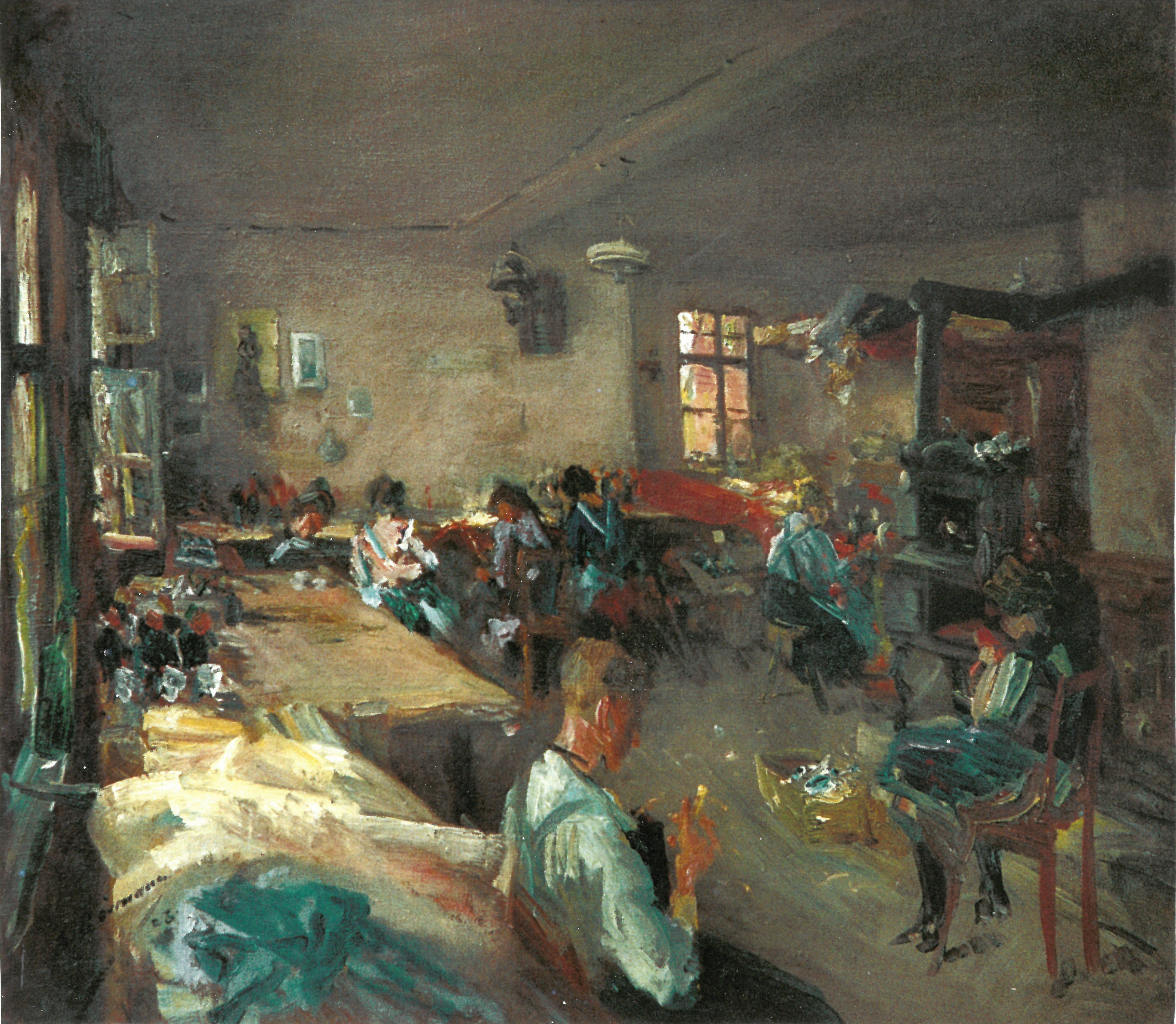
Armin Reumann: Puppenwerkstatt in Sonneberg, 1923.

Am 25. März 1922 berichtete die Zeitschrift „Puppe und Spielzeug“ über eine Serie von Künstler-Karikatur-Puppen, die unter dem Namen Armin Reumann geschaffen wurden und auf der Leipziger Messe viel Beachtung fanden. Noch im selben Jahr gründete Reumann mit seiner Frau eine Puppenwerkstatt in Sonneberg, Ortsteil Oberlind. Für den Maler erschloss sich damit zugleich eine neue Motivwelt. Sein in den Jahren 1923/24 entstandener Zyklus der Puppenwerkstatt-Bilder leitete eine äußerst produktive Phase ein.
Nachdem die Inflation in Deutschland ihren Höhepunkt erreicht hatte, begann für Reumann wieder ein langsamer Aufstieg. 1923 stellte der Künstler seine Arbeiten in der Galerie „Gurlitt“ und bei „Bruno Cassirer“ in Berlin aus und Zar Ferdinand von Bulgarien, der damals in Sichtweite von Sonneberg auf der Veste Coburg lebte, erwarb Werke des Malers.

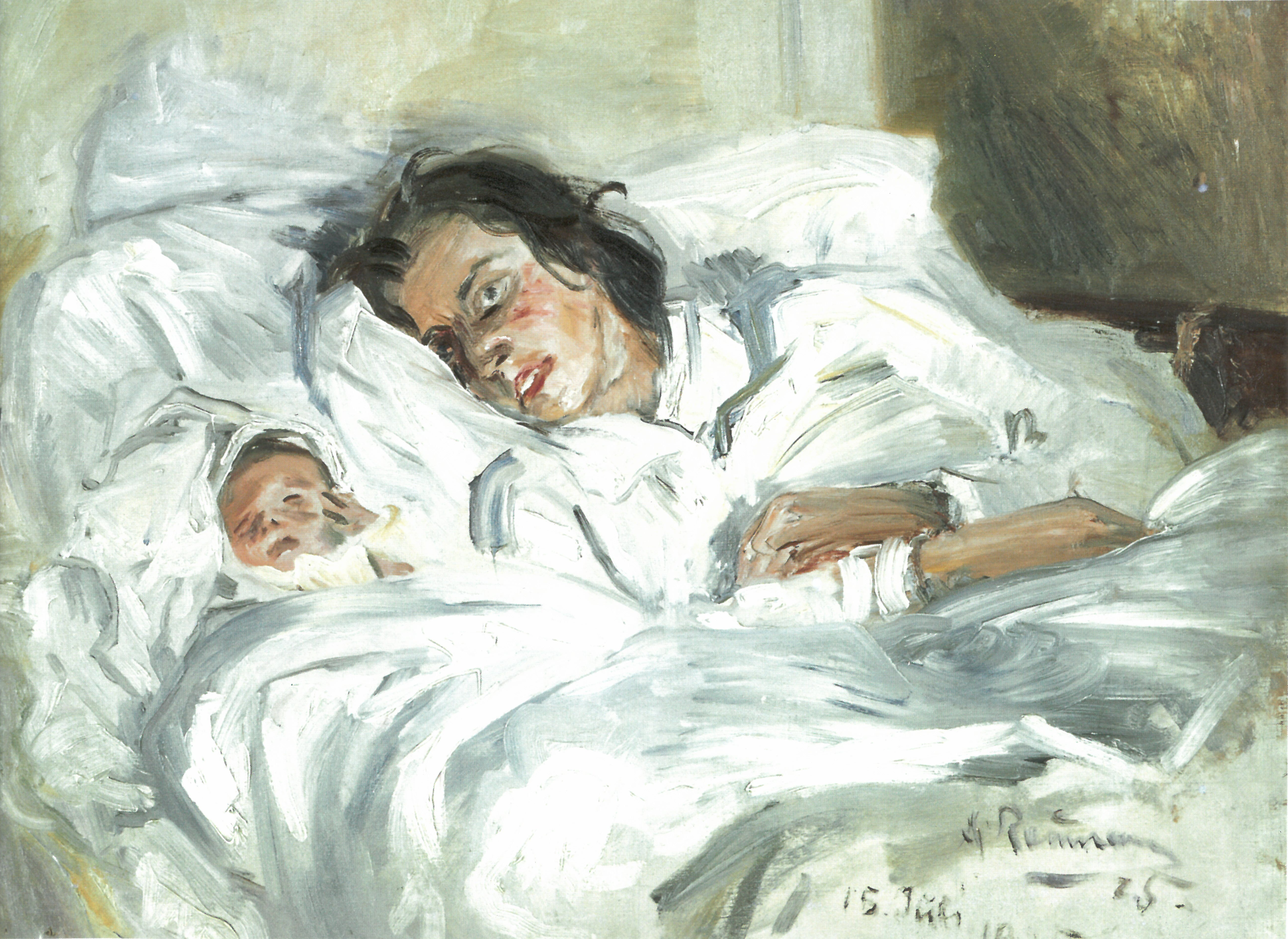
Armin Reumann: Meine Frau im Wochenbett, 1925.

Von nun an wurde die heimatliche Umgebung zum künstlerischen Fixpunkt des Malers. Als am 9. Juli 1925 seine Tochter Rita geboren wurde, inspirierte das freudige Ereignis ihn zu dem in seiner Aussage höchst eindrucksvollen Gemälde „Meine Frau im Wochenbett“. Empfindungen, die einen Neubeginn signalisierten, verdichteten sich in Reumanns Gemälden mit sozial-kritischer Aussage. Mit „Schlechte Zeiten“ betitelt entstand 1926 eine Serie von Gemälden, die – mittels Eintrübungen der Farbe – Impressionen der Tristesse erzeugten.

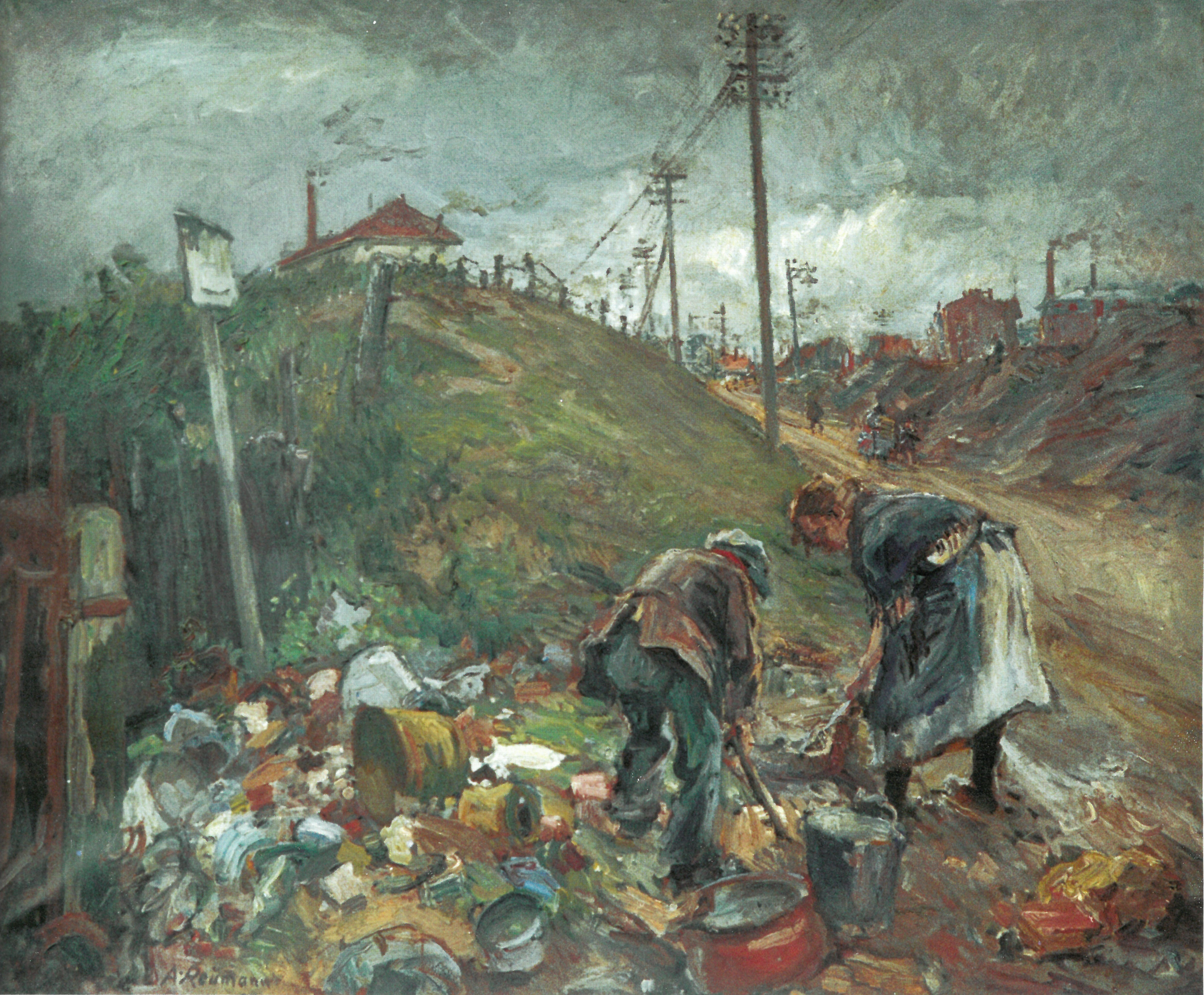
Armin Reumann: Schlechte Zeiten – ein altes Paar gräbt im Unrat, 1926.

Die in den 1920er Jahren von Karl Staudinger geleitete Industrieschule in Sonneberg bot Reumann den Berufswechsel ins Lehramt an, was er aber nicht annahm. Stattdessen ging er auf Bildungsreise nach Italien, wo er 1929 die Feuerbach-Ausstellung besuchte. Auch beteiligte sich Reumann während dieser Jahre regelmäßig an Ausstellungen, so u. a. an der „5. Thüringer Kunstausstellung“ in Weimar (1926) – die Weimarer Regierung erwarb Werke des Künstlers, an Ausstellungen im Coburger Kunstverein (1926), an der Münchner Kunstausstellung im Glaspalast, Abteilung: Münchner Secession (1927), an der Ausstellung „Deutsche Kunst der Gegenwart“ in Nürnberg (1928) – die Stadt Nürnberg kaufte Gemälde des Künstlers an.
In der Zwischenzeit erhielten die Reumann-Gemälde auch im Ausland Beachtung. Die Kunstzeitschrift „Revue d‘Vrai et du Beau“ in Paris bat um seine Biografie und die Erlaubnis zur Reproduktion einiger Werke Reumanns.
1927 traf sich Reumann mit Heinrich Zille in Berlin und nutzte dabei die Gelegenheit, die große Liebermann-Ausstellung der Preußischen Akademie der Künste anlässlich zu dessen 80. Geburtstag ausgiebig zu studieren. Ein Jahr später erwarben Reumann und seine Frau vom Urheber das Recht „Zilletypen“ in plastischer Form nachzubilden. In den zwanziger, dreißiger und frühen vierziger Jahren reiste Reumann mit seiner Frau mehrmals nach München und Berlin. Dabei lernten sie, neben Heinrich Zille und Käthe Kollwitz, auch den Maler Leo von König kennen und schätzen. Die Kunst Liebermanns ließ Armin Reumann indes nicht ruhen. Im Jahr 1930 unternahm Reumann eine Fahrt nach Berlin und besuchte Max Liebermann an zwei Tagen in seinem Atelier am Brandenburger Tor. Reumann war von diesem Besuch tief beeindruckt. In einem Schreiben vom 27. Oktober 1930 befürwortete Liebermann, dass Reumann auf Grund seiner künstlerischen Leistungen durch unentgeltliche Überweisung von Material unterstützt wird.
Reumanns jüngerer Bruder Rudolph Reumann lebte seit 1908 in Amerika und veranstaltete mit den sich in seinem Besitz befindlichen Bildern und Zeichnungen 1932 eine „Armin Reumann-Ausstellung“ in Detroit. Die Arbeiten fanden in Fachkreisen Anerkennung und hatten Erfolg beim Publikum. Er versuchte daraufhin seinen Bruder zu überreden mit Familie in die USA überzusiedeln und dort als Künstler zu arbeiten. Reumann war zu dieser Zeit jedoch nicht bereit Deutschland zu verlassen. Als im selben Jahr unweit von seinem Atelier in der Oberlinder Nordschule „Zigeuner“ (Sinti) lagerten, freundete sich Reumann mit der kleinen fremdartig anmutenden Gruppe an, um sie zu malen.

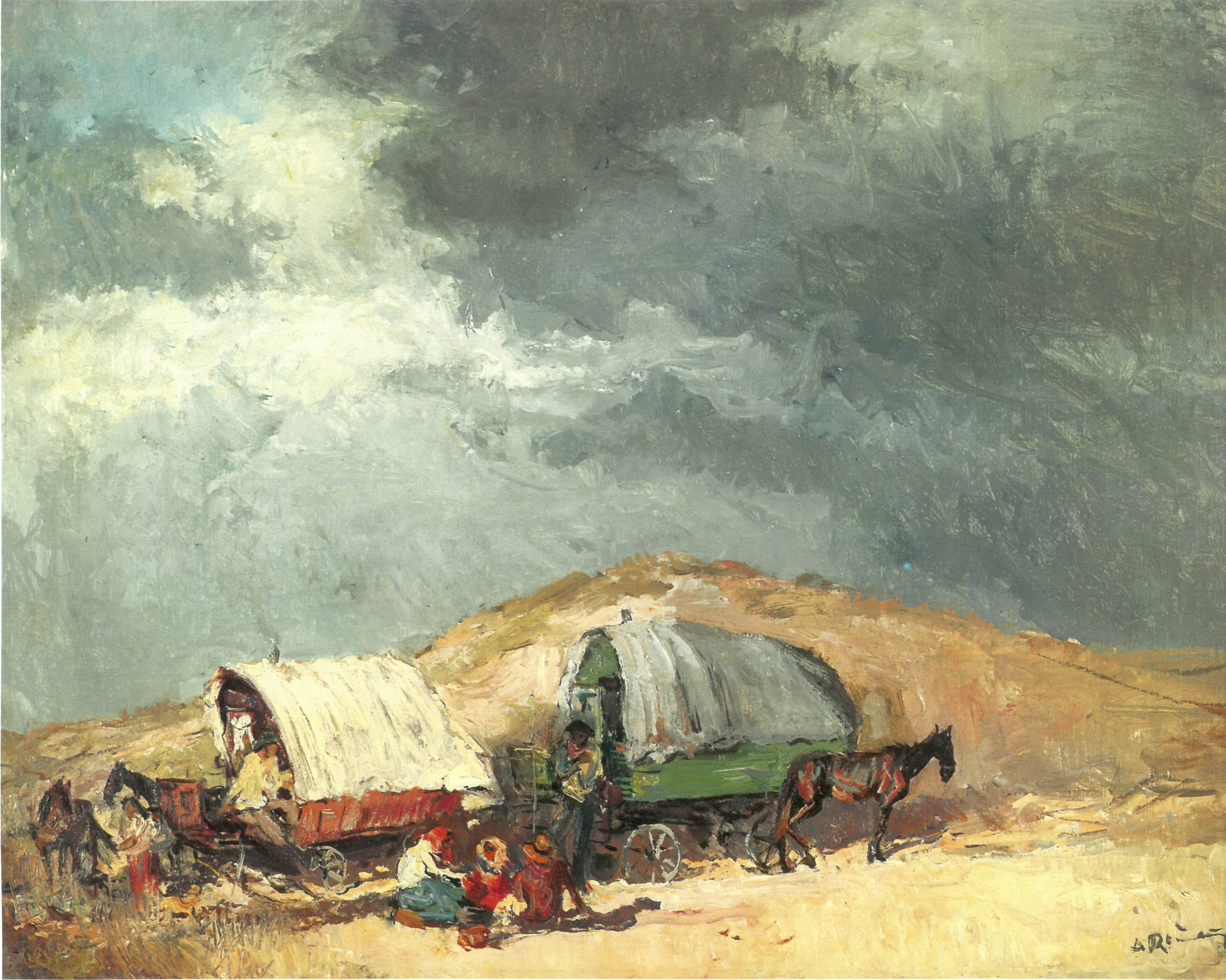
Armin Reumann: Zigeuner (Sinti) Lager am Sandberg, 1932.

Es entstanden Reihen großformatiger Temperamalereien, zahlreiche Ölgemälde und Skizzen. Die in der Welt herumziehenden Sinti und Roma entsprachen Reumanns Ideal von einem freien, ungebunden Leben in der Natur.

### Zeit des Nationalsozialismus und Zweiter Weltkrieg
Reumann war in den folgenden Jahren von einem unerhörten Schaffensdrang erfüllt. Es war die Zeit, da er das Bedrückende abwarf und seine Freude am Malen von Landschaften, Interieurs und Stillleben die Oberhand gewann. Mit einer Sonderausstellung seiner Werke beteiligte sich Reumann 1933 an der Kunstausstellung des Kreises Sonneberg. Kaiserin Hermine besuchte die Ausstellung und kaufte ein „Stillleben mit japanischen Quitten“.
Als Armin und Irmgard Reumann ihre Künstlerfiguren nach Zille-Motiven ein Jahr später in Berlin zeigten, war die Begeisterung groß. Die Exponate wurden am Kaiserdamm und in Berlin-Charlottenburg – Zilles letztem Wohnsitz – ausgestellt. Die öffentliche Kritik lobte die Figuren als „hohe und seltene, in ihrer Art noch kaum dagewesene Kunst“.
Die Zille-Figuren fanden große Anerkennung bei namhaften Künstlern; so bei Käthe Kollwitz, dem Bildhauer Ernst Seger und Paul Simmel. Käthe Kollwitz und Paul Scheurich erwarben Künstlerpuppen, die ausländische Betrachter als „Novellen ohne Worte“ bezeichneten. Der erfolgreiche Maler verkaufte zu dieser Zeit viele Gemälde an öffentliche Einrichtungen, Behörden und Kulturstätten und bekam Aufträge von den „Siemens-und-Schuckardt-Werken“ und dem „Anna-Werk-Oeslau“.
1936 malte Reumann sein erstes religiöses Gemälde: Christus am Kreuz „Es ist vollbracht“. Im Jahr darauf erwarb das Reichspropagandaministerium ein Reumann-Gemälde, das eine „Zigeunerszene“ darstellte und bei allen Sachkennern, so auch beim Leiter der Reichskammer der Bildenden Künste Hans Bauer, lebhaften Beifall fand. Reumann war Pazifist, und eine Mitgliedschaft in der NSDAP kam für ihn nicht in Betracht. 1939 stellte er zunächst einige seiner Werke auf der Kunstausstellung Thüringer Künstler im Schlossmuseum Weimar aus und beteiligte sich auch – als Mitglied der Reichskammer der Bildenden Künste – mit Erfolg an der „Großen Deutschen Kunstausstellung“ im „Haus der Deutschen Kunst“ München. Sein Name wurde dem „Beauftragten des Führers“ genannt. In den folgenden Jahren stellte Reumann auf den „Großen Deutschen Kunstausstellungen“ brave Bilder mit schönen Motiven aus, die der Existenzsicherung des Malers dienten. Gemälde wie „Birken am Wasser“ oder „Winternacht“ fanden Käufer und wurden auf Kunst-Postkarten reproduziert (Wiechmann-Verlag, München). Im Jahr 1941 wurde Reumann mit der Unmenschlichkeit des nationalsozialistischen Regimes persönlich konfrontiert: Sein langjähriger Freund, der jüdische Arzt und Kunstsammler Moritz Cramer, wurde am 27. November verhaftet und mit der ersten Gruppe Coburger Juden nach Riga deportiert. Reumann war über dieses Unrecht maßlos empört und gleichermaßen schockiert. Auf der „Großen Deutschen Kunstausstellung“ 1943 in München präsentierte Reumann sein Gemälde „Finis“, das jenseits seiner Bildsprache war.

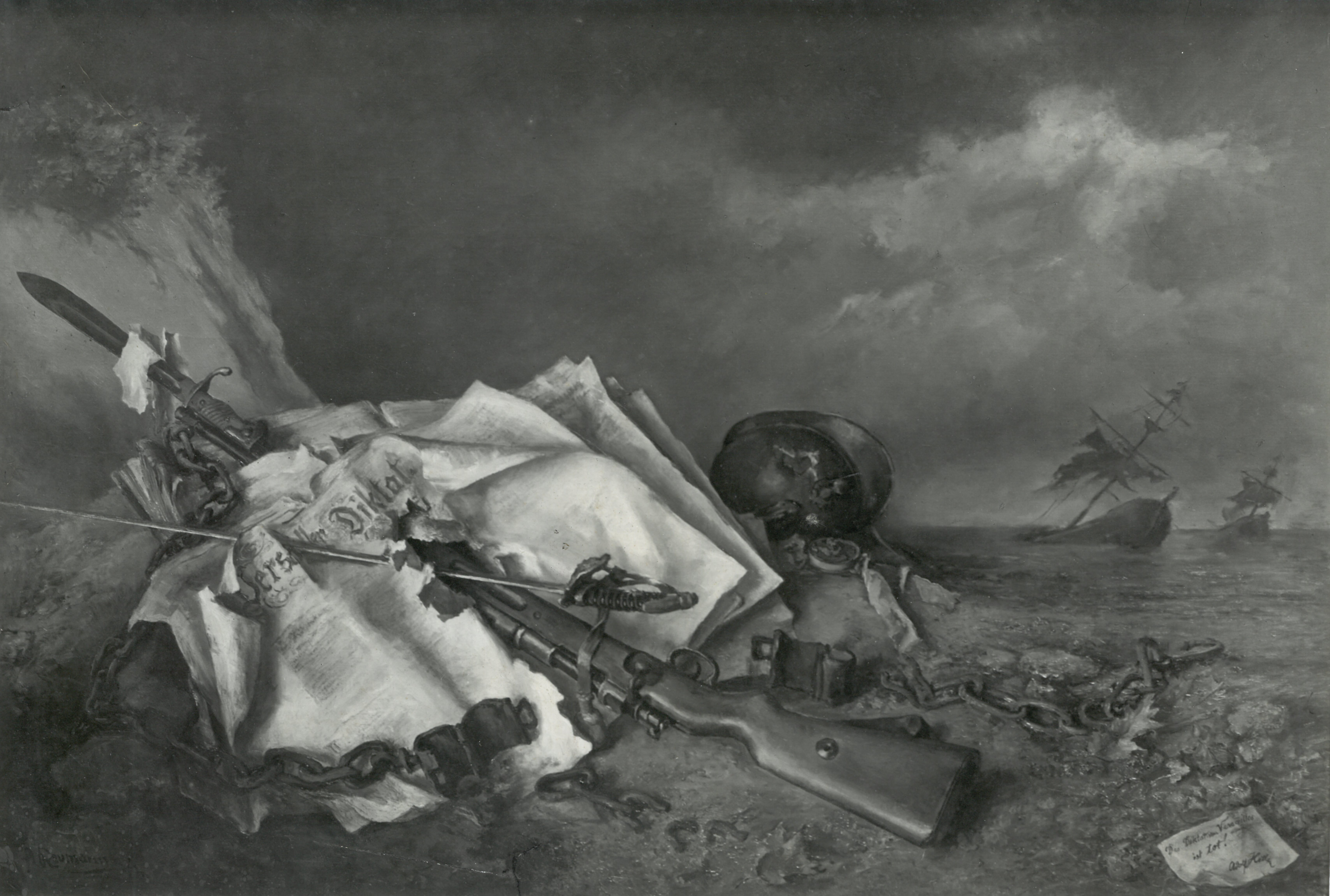
Armin Reumann: Finis, 1943.

Joseph Goebbels kaufte das Bild bereits bei der Vorbesichtigung der Ausstellung zum Preis von 8000,- Reichsmark für die Reichskanzlei an. Aufträge zur Herstellung von Porträts namhafter Nationalsozialisten lehnte Reumann kategorisch ab. Als sich das Inferno bereits ankündigte und sein Neffe Ferdinand Römhild aus politischen Gründen ins KZ Buchenwald verbracht wurde, gab Reumann seine Zurückhaltung endgültig auf. Regimekritische Äußerungen in der Öffentlichkeit und zum Ausdruck gebrachte Zweifel am „Endsieg“ der Nazis hatten zur Folge, dass er mit fast 55 Jahren ein zweites Mal in seinem Leben zum Kriegsdienst eingezogen wurde. Von Januar bis Februar 1944 musste Reumann eine Soldatenausbildung mit allen Schikanen ertragen, was ihn bald zum Verzweifeln brachte. In seiner Hoffnungslosigkeit schrieb er, unter Umgehung des Dienstweges, eine Beschwerde an seinen General, die er mit „Reumann, General der Kunst“ unterzeichnete. Generalleutnant Thomas (Kommandeur d. 539 Div. Prag XIX.) zeigte Verständnis und der Künstler wurde daraufhin nach Prag (Scharnhorst-Kaserne) versetzt, wo er ohne Dienstverpflichtung malen konnte. Die Motive in dem altehrwürdigen Prag faszinierten den Maler und er fertigte in kurzer Zeit eine große Anzahl von Bildern und Zeichnungen an.

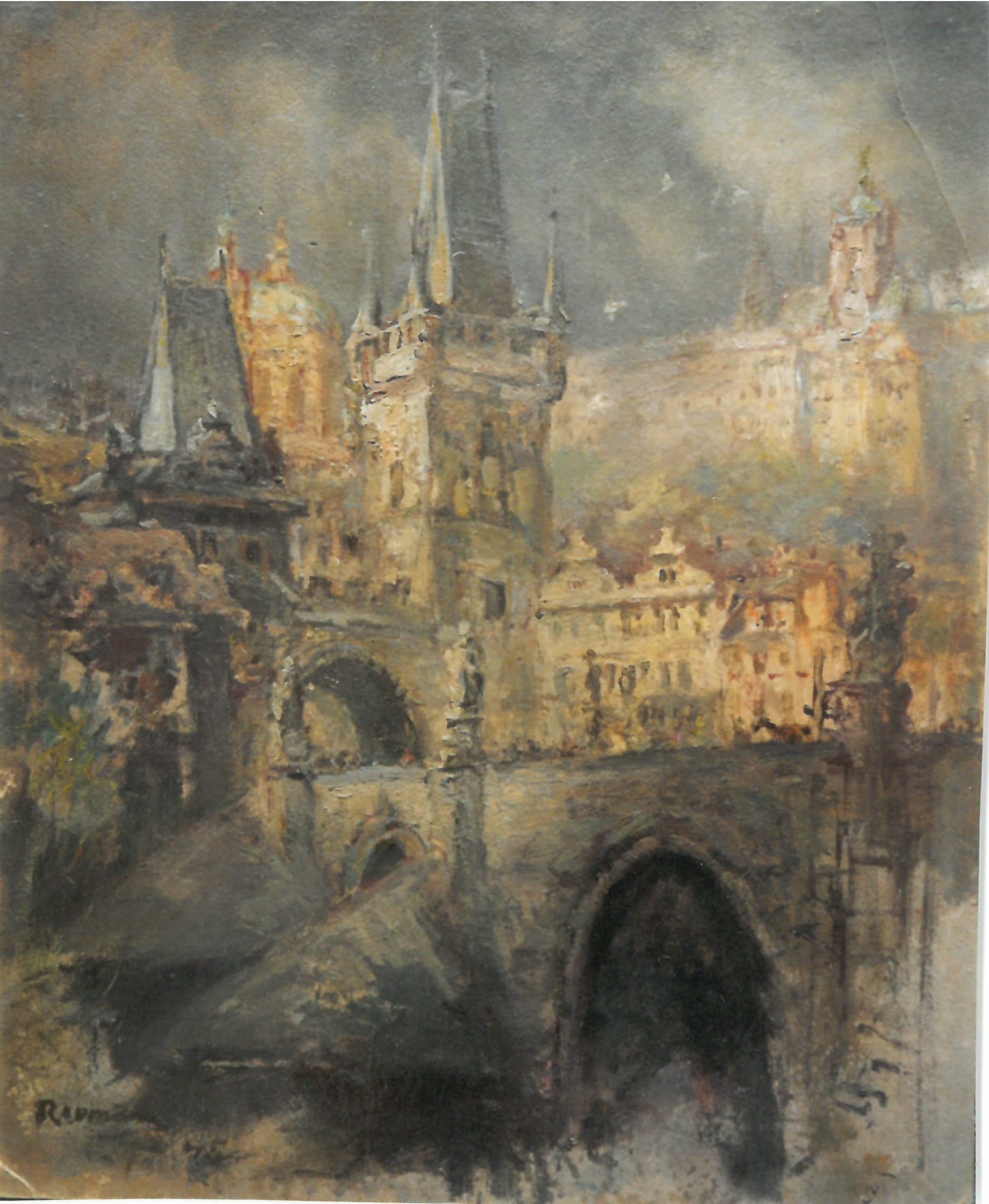
Armin Reumann: Prag – Kleinseite mit Karlsbrücke und Hradschin, 1945.

Bei Kriegsende geriet Reumann in amerikanische Kriegsgefangenschaft und wurde in einem Lager bei Pilsen interniert. Enttäuscht und betrogen erlebte der Künstler seinen 56. Geburtstag unter freiem Himmel im Kriegsgefangenenlager. Nach sechs Wochen Kriegsgefangenschaft kehrte Reumann krank und unterernährt nach Sonneberg zurück.

### Die späten Jahre
In der gewohnten Umgebung lebte Armin Reumann sich allmählich wieder ein, jedoch fand er nur schwer den Hang zu unbeschwerter Malerei wieder. Der Künstler war tief betroffen von dem kurz vor Kriegsende erfolgten Soldatentod seines künstlerisch hochbegabten Sohnes und eine bis zur Qual sich steigernde Trauer bemächtigte sich seiner, wenn er an die unzähligen in Prag zurückgelassenen Bilder und Zeichnungen dachte. Für ihn unwiederbringlich verloren waren auch seine zur „Großen Deutschen Kunstausstellung“ 1944 eingelieferten Werke, die Beutekunst der amerikanischen Besatzungsmacht wurden: Die Arbeit „Stoßtrupp“ wurde vom Chief der Historical Division USFET, Capt. Gilkey, Head of War and Occupation Art, eingezogen. Sein Gemälde „Blumenstillleben“ diente als Raumschmuck im Quartier eines amerikanischen Offiziers.
Nachdem Offiziere der sowjetischen Kommandantur in Sonneberg kurz nach Kriegsende auf den Künstler aufmerksam wurden, musste Reumann gegen seinen Willen Bilder malen, die dem plakativen Verständnis seiner Auftraggeber entsprachen. Während dieser für ihn so bedrückenden und ineffektiven Zeit, entdeckte Reumann die Radierung als ausgezeichnetes Ausdrucksmittel für seine Kunst. Um das Jahr 1949 gewann Reumann sogar wieder Freude am Malen idyllischer Motive: In der Abgeschiedenheit Sonnebergs fand er die Erfüllung in duftigen Blumen- und Gartenbildern sowie stimmungsvollen Landschaftsmalereien.

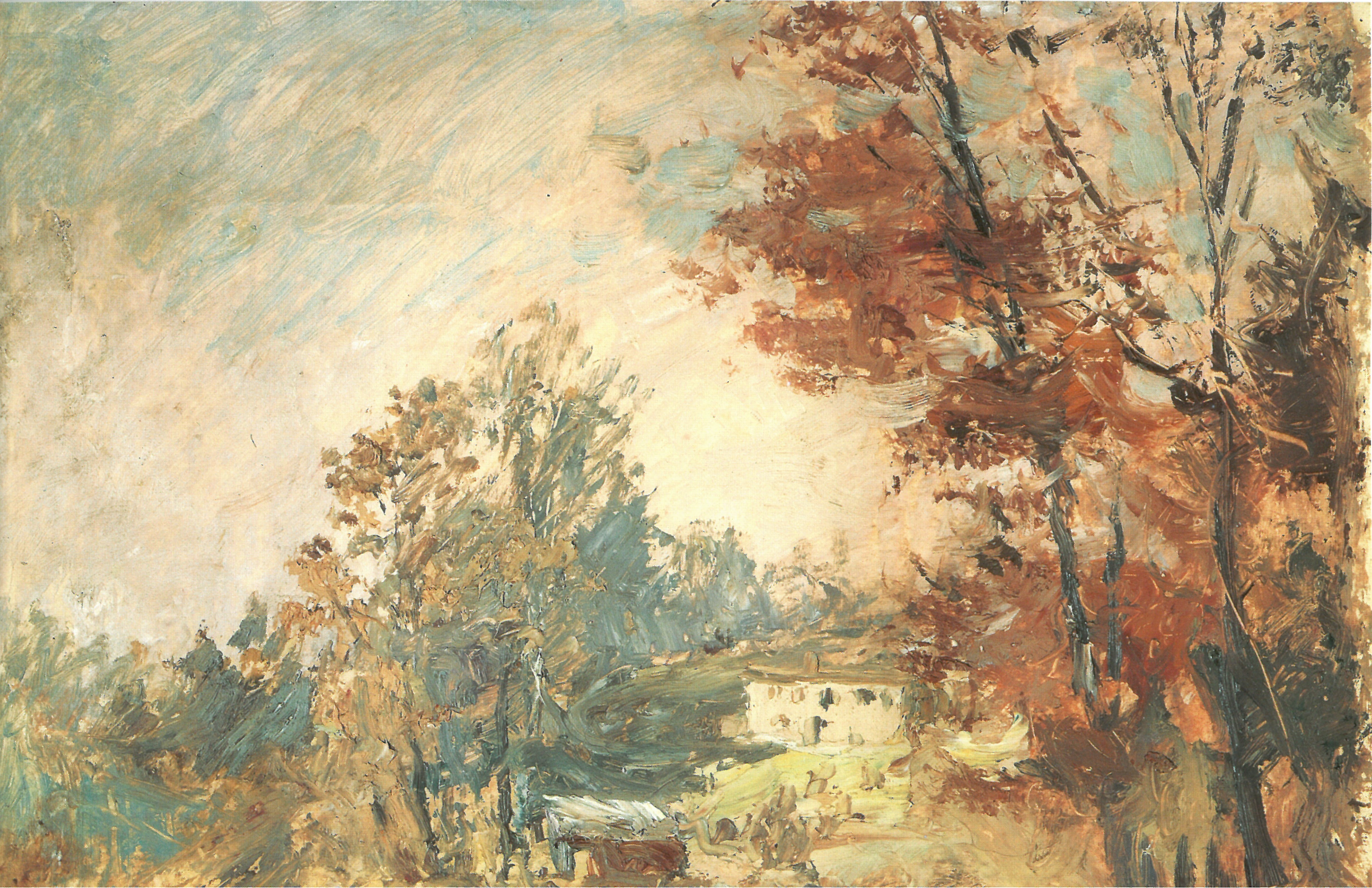
Armin Reumann: Gartenlandschaft im Spätherbst, 1950.

Im Oktober und November 1950 beteiligte sich Reumann erstmals nach dem Krieg wieder an einer Ausstellung. Auf der von Otto Keil organisierten „Bau- und Kunstausstellung“ des Kulturbundes in Sonneberg stellte er vor allem Zeichnungen aus, die den arbeitenden Menschen darstellten. Fast zeitgleich schuf Reumann darüber hinaus „Anti-Kriegsblätter“, die in expressiver Art den Krieg als „Geißel der Menschheit“ anprangerten.

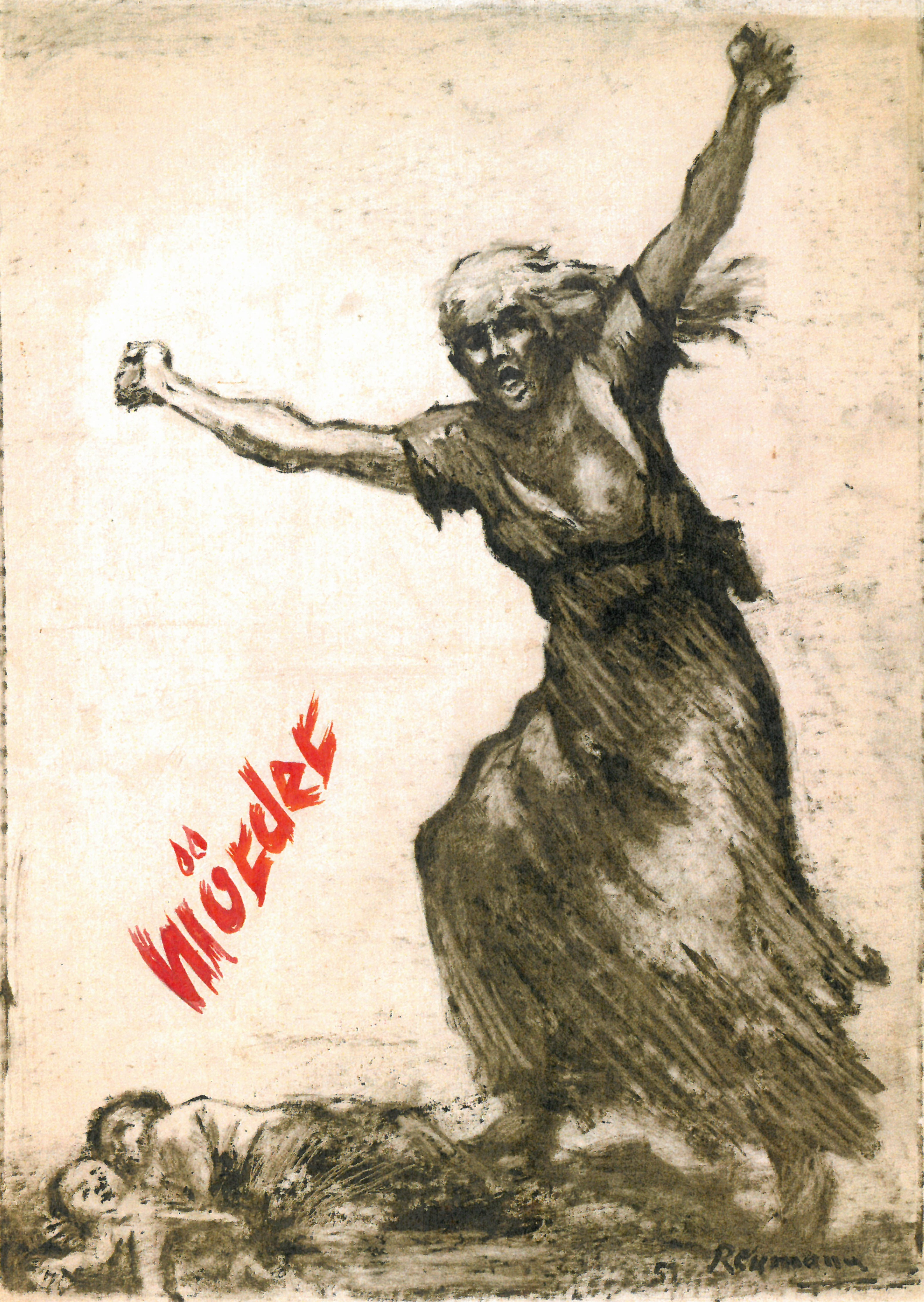
Armin Reumann: Mörder, 1951.

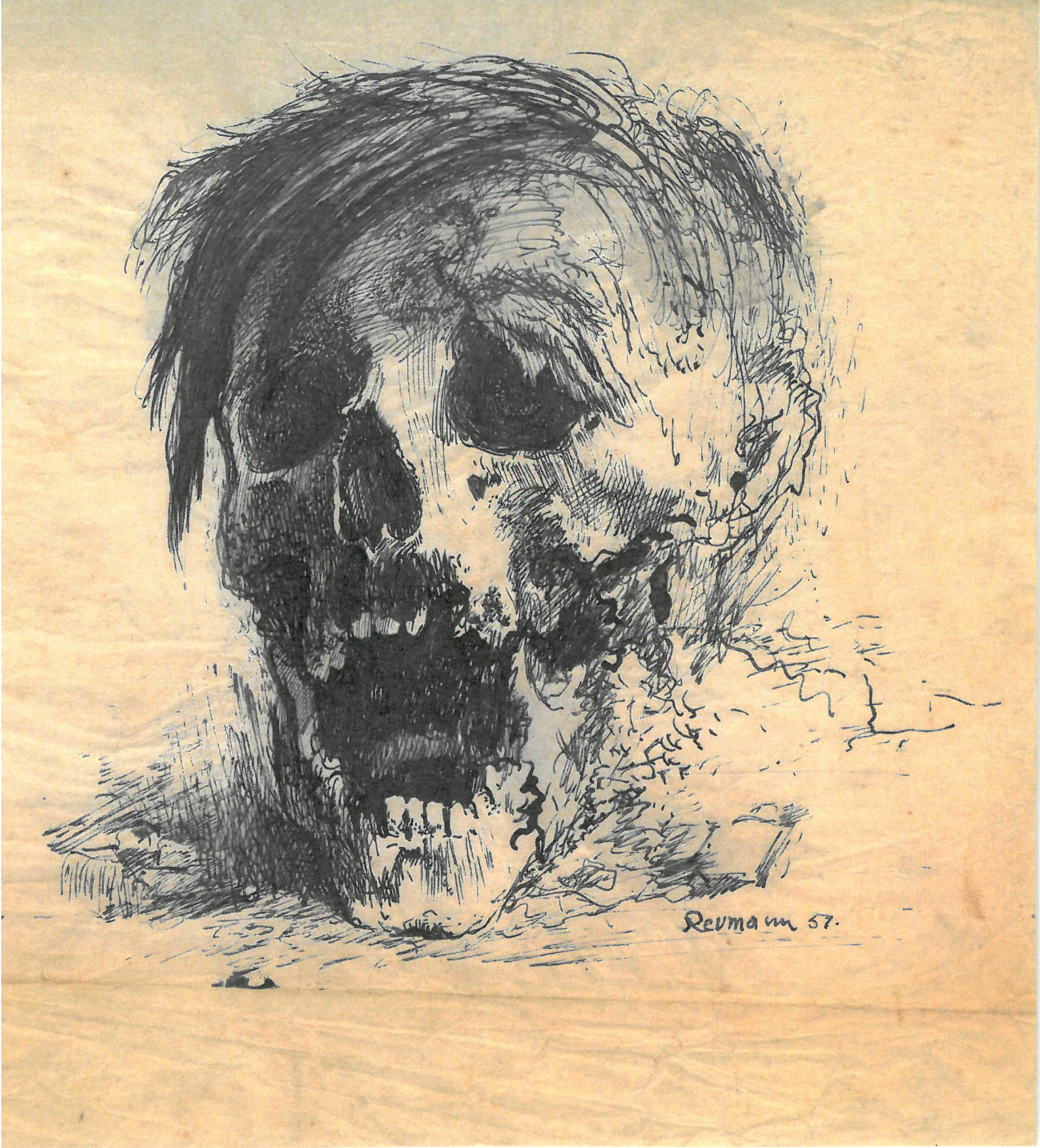
Armin Reumann: Demise of Evil (Untergang des Bösen), 1951.

Kurz vor seinem Tod erhielt der durch seine Werke nunmehr in der DDR anerkannte Künstler von staatlicher Seite Aufträge, die nicht mehr ausgeführt werden konnten. Im Beisein von seiner Frau starb Armin Reumann am 29. Oktober 1952 im Universitätsklinikum Jena an Herzversagen. Er hinterließ der Nachwelt ein umfangreiches künstlerisches Werk, das durch seine Sinnesfreude und Vitalität Werte verkörpert, die zeitlos sind.

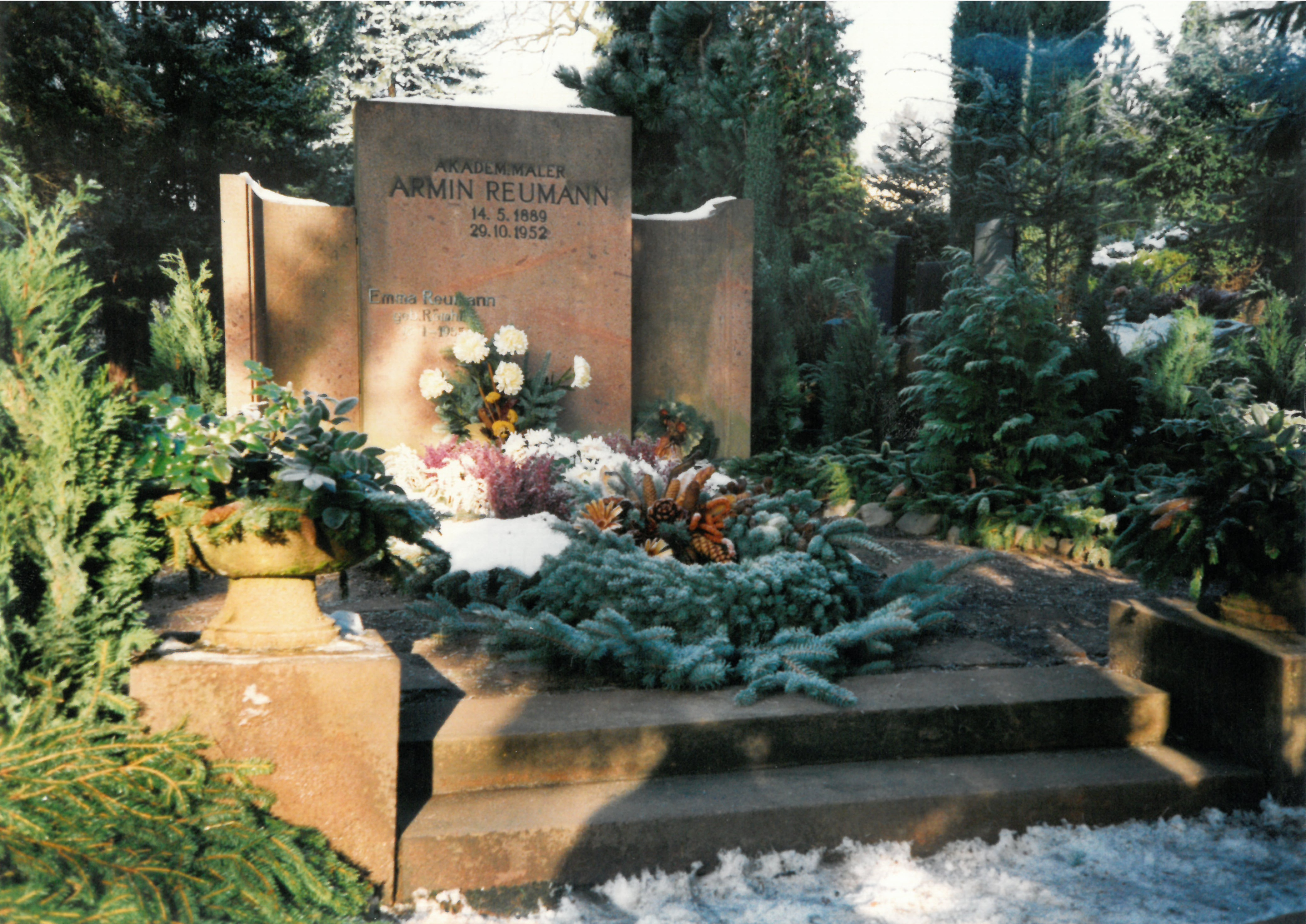
Armin Reumanns Grabstätte auf dem Hauptfriedhof in Sonneberg.

## Publikationen (Auswahl)
- Reinhild Schneider: Eine Puppenwerkstatt in Sonneberg – Interieurs Armin Reumann / Künstlerpuppen Irmgard Reumann. Scant Color, Leipzig (2009).
- Siegfried Wichmann: Armin Reumann. 1889–1952. Belser Verlag, Stuttgart (2004/2012). ISBN 3-7630-2426-3
- Kai-Uwe Schierz: Armin Reumann – ein deutscher Impressionist. Kerber Verlag, Bielefeld/Berlin (2012). ISBN 978-3-86678-698-1
- Damian Dombrowski: Armin Reumann – Bilder vom Krieg (1914–1918). Deutscher Kunstverlag, Berlin/München (2014). ISBN 978-3-422-07278-7
- Mark R. Hesslinger: Realismus und Impressionismus – Paul von Ravenstein und Armin Reumann. Gmeiner Verlag, Meßkirch (2022). ISBN 978-3-8392-2955-2

## Nachweise

### I. Briefwechsel und Aufzeichnungen
- Abgangszeugnis Armin Reumann, Industrieschule Sonneberg, 13. November 1906, Sonneberg (Privatbesitz)
- Ernst von Sachsen-Meiningen, Briefe an Armin Reumann, 1906–1910, Sonneberg (Privatbesitz)
- Armin Reumann, 18 Briefe an Hugo von Habermann in seiner Funktion als 1. Präsident der Münchner Secession, 1908–1925, Nachlass Hugo von Habermann, Würzburg, Städtische Galerie (Archiv)
- Heinrich Thannhauser, München, Brief an Armin Reumann vom 19.08.1912, Sonneberg (Privatbesitz)
- Armin Reumann, Ansichtskarten der Studienreise in Italien an Mutter und Freunde, 1913, Sonneberg (Privatbesitz)
- Max Liebermann, Berlin, Briefe an Armin Reumann vom 15.04.1913 und 27.10.1930, Sonneberg (Privatbesitz)
- Ulrich Hübner, Königliche Akademie der Künste Berlin, Briefe an Armin Reumann vom 26.06.1914, 19.10.1914 und 15.03.1916, Sonneberg (Privatbesitz)
- Angelo Jank, München, Brief vom 09.10.1915 an Armin Reumann, Sonneberg (Privatbesitz)
- Armin Reumann, Sonneberg, Brief an Hermann Esswein, 1918, Sonneberg (Privatbesitz)
- Hermann Esswein, München, Brief an Armin Reumann vom 20.01.1919, Sonneberg (Privatbesitz)
- Hermann Esswein, München, Brief an Hugo von Habermann vom 20.06.1919 (auf den sich Reumann am 01.03.1921 bezieht) aus dem Nachlass Hugo von Habermanns, Würzburg, Städtische Galerie (Archiv)
- Hermann Berg, Kustos Dt. Spielzeugmuseum, Schreiben vom 24.08.1933, Sonneberg (Privatbesitz)
- Vormaliges Haus der Dt. Kunst, Bestätigungsschreiben Beutekunst vom 10.01.1947, Sonneberg (Privatbesitz)

### II. Kataloge und Zeitschriften zu Lehrtätigkeit und künstlerischem Werk Hugo von Habermanns
- A. Bühnemann: Hugo von Habermann, der Lehrer Armin Reumanns, handschriftliches Manuskript, 1939, München (Privatbesitz)
- Georg Muschner: Vom Schreibtisch und aus dem Atelier. Hugo Freiherr von Habermann, Velhagen und Klasing, Berlin (1910)
- Fritz von Ostini: Hugo von Habermann, R. Piper, München (1912)

### III. Ausstellungen
- Internationale Kunstausstellung, München, 1909, Ausstellungskatalog (Reumann).
- Sonderausstellung der Secession München, Nov./Dez. 1909, Jan./Feb. 1910 (Habermann).
- Sonderausstellung der Secession München 1909–1910 (Reumann).
- Glaspalast Kataloge (unter Mitwirkung der Secession München), 1910, 1911, 1912.
- Heinrich Thannhauser, Hugo von Habermann, Ausstellung Galerie Heinrich Thannhauser, München 1912.
- Moderne Galerie, Heinrich Thannhauser, München 1916 (Taf. 79–85; Nachtrag I, 1916, Nachtrag II, 1917).
- Kataloge zur Frühjahrsausstellung der Münchner Secession Mär./Apr. 1910, S. 32; Mär./Apr. 1911, S. 26; Mär./Apr. 1912, S. 31.
- Katalog der 5. Thüringer Kunstausstellung, Weimar Jun.–Sep. 1926, S. 38.
- Katalog der 1. Allgemeinen Kunstausstellung, Abteilung Secession, München Jun.–Okt. 1927, S. 65.
- Katalog der Großen Deutschen Kunstausstellung, München 1943, S. 56, Nr. 769.
- Katalog der Bau- und Kunstausstellung, Sonneberg Okt.–Nov. 1950 (Reumann).
- Museum der Bildenden Künste Leipzig, Jahresheft 1995, S. 62.
- Armin Reumann – ein fast vergessenes Werk, Ausstellungskatalog, Gotha/Berlin 1998/1999.
- Matthew Drutt, Thannhauser. The Thannhauser Collection of the Guggenheim Museum, The Salomon R. Guggenheim Foundation, New York 2001.
- Von Sisley bis Rohlfs – Meisterwerke des Impressionismus und Neoimpressionismus, Ausstellungskatalog Kunsthaus Apolda Avantgarde, Jun.–Sep. 2002, S. 84–89 (Tafel 37, 38, 39).
- Leo Putz (1869–1940) – Naturlyrik und Körperkultur, Ausstellungskatalog Museum Georg Schäfer, Feb.–Mai 2003 (Habermann/Reumann).
- 1914 – Die Avantgarden im Kampf, Ausstellungskatalog Bundeskunsthalle Bonn, Nov. 2013 – Feb. 2014, S. 325.
- Überland – 100 Jahre Kunst in Thüringen, Ausstellungskatalog Schmalkalden/Recklinghausen, Sep.–Dez. 2020, S. 72–73.

### IV. Artikel und Fachliteratur
- Die Kunst, XIII (1906); XXI (1910); XXXV (1917); XXXVII (1918); XXXIX (1919).
- Kunstchronik, N. F. XXI (1910).
- Kunst und Künstler, VIII (1910), S. 301–308.
- Münchner Jahresbuch der Bildenden Kunst, IX (1914/15), S. 163.
- Die Jugend, Nr. 44 (1916).
- Der Cicerone, VIII (1916), S. 224, S. 229f.; V (1918), S. 313f., S. 316.
- Kriegszeitung der 7. Armee (Beilage), u. a. Nr. 313 (Feb. 1918) u. Nr. 327 (Mär. 1918).
- Exlibris (30) (1920), S. 13.
- Bericht über das Kestnermuseum, Hannover. In: Die Bildenden Künste, IV (1921), S. 79.
- Dresslers Kunsthandbuch, Band 2 (1930).
- Künstlerlexikon des 20. Jahrhunderts, Band 4 (1958), S. 52.
- Münchner Maler im 19./20. Jahrhundert, Band 6 (1994), S. 226f., Tafel 309 u. 310.
- Weltkunst, Nr. 24 (1995), S. 3501; Nr. 1 (1999), S. 82.